# Gastr del Sol
Gastr del Sol foi uma banda norte-americana formada em Chicago que, durante a maior parte de sua carreira, teve como membros David Grubbs e Jim O'Rourke.  O nome da banda é a junção do nome de um cavalo de corrida (Gato del Sol) com o da banda anterior de David Grubbs, Bastro. Entre 1993 e 1998 eles lançaram sete álbuns que vão desde o gênero do post-rock (cena à qual eles estavam mais associados) à musique concrète .

## Primeira formação
Grubbs, ex-integrante do Squirrel Bait, formou a banda em Chicago em 1991 a partir da última formação do grupo Bastro, com Bundy K. Brown e John McEntire no baixo e na bateria, respectivamente. Com o novo nome, o trio lançou seu primeiro álbum, The Serpentine Similar, em 1993, inaugurando uma sonoridade mais tranquila e menos voltada para o rock. Brown e McEntire saíram para se juntar ao Tortoise no ano seguinte, e o guitarrista/compositor/produtor Jim O'Rourke se juntou ao grupo.

## Formação em duo
A partir deste ponto, o Gastr del Sol tornou-se essencialmente uma parceria entre Grubbs e O'Rourke, acompanhados por vários convidados em constante mudança. McEntire, apesar de ter deixado de ser um membro titular, continuou participando de muitas gravações e shows do Gastr del Sol.
A maioria dos lançamentos dessa formação foi feita pelo selo Drag City, de Chicago, começando com o álbum de 1994 Crookt, Crackt or Fly, mais focado no violão. "Work From Smoke", a peça central deste álbum, uniu o interesse de Grubbs e O'Rourke pelo diálogo atonal entre guitarras à presença de clarinete baixo e as letras cada vez mais surreais de Grubbs.
Dois lançamentos seguiram-se rapidamente em 1995. O EP Mirror Repair trouxe elementos de música eletrônica. The Harp Factory on Lake Street, lançado pelo selo Table of the Elements, foi o trabalho mais experimental do grupo, uma peça para orquestra de câmara com a presença apenas ocasional da voz e do piano de Grubbs. Também em 1995, a banda contribuiu com a música "Quietly Approaching" para o álbum beneficente em combate à AIDS Red Hot + Bothered, produzido pela Red Hot Organization .
Upgrade & Afterlife, de 1996, incluiu uma trilha sonora para cinema composta por O'Rourke mas não utilizada, "Our Exquisite Replica of 'Eternity'", e uma releitura estendida da peça de John Fahey "Dry Bones in the Valley" tendo Tony Conrad como convidado no violino.
Com o lançamento de Camoufleur em 1998, o Gastr del Sol aprofundou-se ainda mais no mundo das melodias convencionais e do pop de câmara, criando seu álbum mais acessível e popular. Suas harmonias e melodias e os arranjos repletos de cordas e flugelhorn prenunciam os trabalhos mais voltados ao pop que O'Rourke faria a seguir. O álbum foi co-escrito com Markus Popp, do pioneiro grupo glitch alemão Oval, que contribuiu com os elementos eletrônicos do álbum.
Depois de Camoufleur, a banda se separou. Grubbs e O'Rourke continuaram a lançar álbuns usando seus próprios nomes nos universos do rock, do pop e da música experimental.

## Discografia Parcial
- The Serpentine Similar (Teenbeat/Drag City, 1993)
- Twenty Songs Less (Teenbeat, 1993)
- Crookt, Crackt, or Fly (Drag City, 1994)
- Mirror Repair EP (Drag City, 1994)
- The Harp Factory on Lake Street (Table of the Elements, 1995)
- The Japanese Room at LA Pagode (com Tony Conrad) (Table of the Elements, 1995)
- Upgrade &amp; Afterlife (Drag City, 1996)
- Camoufleur (Drag City, 1998)[1]